# Zombies on Broadway
 Zombies on Broadway és una pel·lícula estatunidenca dirigida per Gordon Douglas, estrenada el 1945.

## Argument
Dos publicistes tenen una gran idea per promocionar un club nocturn: aconseguir un zombi per al dia de la inauguració.

## Repartiment
- Wally Brown: Jerry Miles
- Alan Carney: Mike Strager
- Bela Lugosi: Dr. Paul Renault
- Anne Jeffreys: Jean LaDance
- Sheldon Leonard: Ace Miller
- Ian Wolfe: Professor Hopkins